# Хироки Фуджихару
Хироки Фуджихару (на японски: 藤春 廣輝) е японски футболист.

## Национален отбор
Записал е и 3 мача за националния отбор на Япония.
| Япония | Япония | Япония |
| Година | Мачове | Голове |
| ------ | ------ | ------ |
| 2015   | 3      | 0      |
| Общо   | 3      | 0      |